# Munkásfront (Horvátország)
A Munkásfront (horvátul: Radnička fronta, RF) egy demokratikus szocialista és progresszív politikai párt Horvátországban. 2014 májusában a horvátországi munkavállalók, szakszervezetisek, munkanélküliek és diákok politikai kezdeményezéseként alakult, támogatja az antiklerikalizmust az antifasizmust, az antimilitarizmust, az ökoszocializmust, a munkajogokat, a progresszivizmust és a szocialista feminizmust. Egyes baloldali-liberális és trockista (Nemzetközi Szocialista Alternatíva) kritikusok a Podemos és a Sziriza mintájára baloldali populistának minősítik.

## Története
A Munkásfront dolgozók, aktivisták, szakszervezeti aktivisták, munkanélküliek és diákok politikai kezdeményezéseként 2014 májusában alakult meg azzal a céllal, hogy megpróbál felépíteni egy olyan széles bázison alapuló antikapitalista frontot, amely az elnyomottak és a munkájukból élők javára képes a politikai és gazdasági kapcsolatok radikális megváltoztatására. Küldetésének középpontjában a kapitalista rendszer kritikája, és más, hasonló világnézetű pártokkal és platformokkal való együttműködés áll annak érdekében, hogy radikálisan megreformálja rendszert a többség javára.
Az RF három tagjával készített 2014. december 3-iki interjúnak az Indexben való közzététele után az RF jelentős médianyilvánosságra tett szert. Az interjún elhangzottak már 2014. december 9-én szerepeltek a Horvát Rádió és Televízió „Piramida” című műsorának egyik témájaként majd nem sokkal ezután a „Peti dan” című műsorban is téma volt az RF. A „Nedjeljom u dva” című műsorban Dragan Markovina horvát történész szemben a magát baloldaliként feltüntető SDP-vel, amely Markovina szerint veszített, a Munkásfrontot nevezte az egyetlen baloldali lehetőségnek Horvátországban, mely politikai közbeszéd központjába került. A horvát politikai színtéren a Munkásfront megjelenését felüdülésként értékelték, mint egy olyan baloldal létrejöttét, amely addig gyakorlatilag nem létezett ezen a színtéren. Az állami televízió médiában való megjelenése mellett cikkek jelentek meg a Novi list  és a Slobodna Dalmacija újságokban, valamint egy interjú is megjelent Munkásfront egyik tagjával a Novosti és a Lupiga portálokon.
2015. október 3-án a Munkásfront honlapján bejelentették, hogy miután a párt egyik prominens tagja tisztogatási kísérletet tett a párt feloszlott. A Munkásfront azonban továbbra is hivatalosan bejegyzett párt maradt, és folytatta tevékenységét, kiadva egy nyilatkozatot, miszerint webhelyét egy, a párt feloszlatására törekvő csoport vette át. Két héttel később a diverzáns csoport egyik tagja megerősítette az eseményeknek azt a verzióját, hogy a párt még mindig létezik, és hogy a weboldalt diverzánsok egy csoportja irányította. Ezt az epizódot követően a Munkásfront részt vett egy zágrábi antiklerikális tüntetésen, majd megpróbált elhelyezni egy Ivica Todorićot (Horvátország leggazdagabb emberét) ábrázoló óriásplakátot, és sikeresen regisztrált a 2015-ös parlamenti választásokra.
A következő hónapokban a párt segített egy antifasiszta tüntetés megszervezésében azon szélsőjobboldali csoportok ellen, akik a horvátországi náci kollaboránst, Ante Pavelićet ünnepelték a Pavelićért tartott templomi misén. A tiltakozást a horvát szélsőjobb hívei támadták meg. Nem sokkal ezután a határokon átnyúló szolidaritási demonstráció keretében szlovén aktivistákkal közösen a Munkásfront megszervezte a horvát-szlovén határ mentén telepített pengés drót első szervezett elvágását. Az akcióról a regionális média széles körben beszámolt. 2016. február 1-jén a Munkásfront a zágrábi Szent Márk téren több mint 1000 résztvevővel tüntetést tartott az új kormány, különösen Zlatko Hasanbegović kulturális miniszter ellen.
2017 márciusában a Munkásfront bejelentette, hogy koalícióra lép az Új Baloldallal a közelgő helyi választásokra Splitben és Zágrábban. A zágrábi választáson a Munkásfront koalícióban indult a Zágráb a miénk, az Új Baloldal, a Horvátország Fenntartható Fejlődése és a Városért nevű szervezetekkel, amely koalíció 7,64%-os szavazatot és 4 mandátumot szerzett a zágrábi városi közgyűlésben, amelyek közül az egyik a Munkásfronté lett. A spliti választásokon a Munkás Front-Új Baloldal koalíciója a szavazatok 4,36%-át szerezte meg, és nem jutott be a városi közgyűlésbe. A Munkásfront 2018. szeptember 8-án a horvátországi Šibenikben aláírta a kölcsönös együttműködési nyilatkozatot az Új Baloldal, a Horvátország Fenntartható Fejlődése és a Horvát Szocialista Munkáspárt képviselőivel. A Šibeniki Nyilatkozat (horvátul: Šibenska deklaracija) számos kritikát tartalmaz a horvát társadalommal, valamint általában a jelenlegi kapitalista rendszerrel szemben, amelyben az összes aláíró fél egyetértett, és köré csoportosult. A Munkásfront azonban beiktatott egy cikket a dokumentumba, amelyet csak ő írt alá, mivel a többi párt nem találta elfogadhatónak a programja szempontjából. 2018. december 18-án bejelentették, hogy Katarina Peović, a Munkásfront tagja, a zágrábi közgyűlés volt tagja lesz a párt elnökjelöltje a közelgő választásokon. A jelölt hivatalos bemutatására a 2018. január 21-én került sor. 2020 májusában a Munkásfront csatlakozott a Zöld–Baloldal Koalícióhoz a 2020-as horvát parlamenti választáson, amelyen együtt 7 mandátumot szereztek a parlamentben, a VIII. választókerületben Katarina Peović vezette a listát. 2020 decemberében a Munkásfrontot a többi párttal fennállt konfliktusok miatt kizárták a Zöld–Baloldal Koalícióból. A kizárás fő oka az volt, hogy a többi párt nem volt hajlandó támogatni Peović fiumei polgármesterjelöltségét.

## Ideológia
A Munkásfrontot a horvát média a spanyol Podemosszal és a görög Szirizával hasonlította össze.
„A 21. század demokratikus szocializmusa” (horvátul: Demokratski socijalizam 21. stoljeća) című, az elnökválasztások során támogatott politikai program viszonylagos sikere után, amely erőteljes ihletet merített Bernie Sanders és Jeremy Corbyn programjaiból, ismét felhasználták a közelgő parlamenti választásokra. A pártnak a 8. választási kerületben induló egyik jelöltje, Ljiljana Nikolovska a „Glas Istre” nevű helyi híroldalnak adott interjújában így jellemezte a demokratikus szocializmust:
|  | „Nem a szocializmust vallom, inkább a skandináv vagy új-zélandi típusú modern demokratikus szocializmust, amelyet minden fejlett országban megfigyelhetünk a szabályozott magántőkével és a szociáldemokráciával kombinálva, ahol az egészséges társadalom, vagyis a többség, elsőbbséget élvez.” |
|  | |

A párt a mai Horvátországot nem tekinti teljesen független országnak, az országot Horvátország Nyugat-Európához fűződő kedvezőtlen gazdasági kapcsolata miatt kvázi gyarmatnak minősíti, ugyanakkor dicséri a szocialista Horvátországot azért, mert magasabb szintű volt a függetlenség. A függetlenség elvesztéséért Franjo Tuđmant hibáztatja. Ugyanakkor kijelentette, hogy míg a Horvátországi Kommunisták Szövetségében voltak „pozitív elemek”, az RF kritikus volt a párttal szemben, mivel szerintük csak egy „felvilágosult elitet” képviselt, szemben a párttagok „demokratikus” tömegével.
A Munkásfront célja, hogy széles, progresszív fronttá váljon, amely a politikai, gazdasági és társadalmi viszonyok radikális megváltoztatására törekszik, miközben harcol a dolgozók és az elnyomottak jogaiért. Különféle „progresszív harcokat” próbál koordinálni – harc a munkások jogaiért és a gazdasági demokráciáért, antikapitalizmus, antifasizmus, harc a nők és LMBT jogokért, az ökológia stb. Noha a párt azon véleményének adott hangot, hogy a nacionalizmus nem eleve rossz, mégis kritikusan értékeli a horvát vezetők általa „revizionista nacionalizmusnak” tartott felfogását, amelyet a második világháború alatti népirtásban megnyilvánuló szélsőségekhez köt.
A párt kategorikusan elutasítja az 1990-es években Horvátországban végrehajtott privatizációt, mivel a folyamatot az akkori horvát törvényekkel összeegyeztethetetlennek, valamint társadalmi igazságtalanságnak tartja. Célul tűzte ki az összes olyan privatizáció visszavonását, amelyben „szabálytalanságok” voltak. A párt kijelentette, hogy bár nem ellenzi az „egységes Európa” eszméjét, ellenzi az Európai Uniót azon az alapon, hogy szerinte a szervezet neoliberális gazdaságpolitikát érvényesít Európában, amely szerinte mind magukon a tagállamokon belül, mind a tagállamok között tapasztalható a gazdasági egyenlőtlenség oka. Az RF ellenzi Horvátország NATO-tagságát, amelyet az amerikai imperializmushoz köthetőnek tart. Támogatja a volt Jugoszlávia országaival való együttműködést, és kifejezetten elítélte a HDZ bosznia-hercegovinai szerepvállalását, amelyet politikai patronálásnak, más szóval „klientelizmusnak” minősít. Ellenzi a szerbek és horvátok rivalizálását és szétválását, amiért a jobboldalt hibáztatja. A Horvátországra nehezedő bevándorlási nyomásért az RF a kapitalizmus okozta egyenlőtlen nemzeti fejlődést okolja. Ellenzi a bevándorlás elleni katonai intézkedéseket, mivel úgy véli, hogy ezzel Horvátország csak „katonai tartománnyá” válik, amely a nemzet függetlensége árán is megvédi az EU határait.

## Választási eredmények
| Választás | Szavazatok száma | Szavazatok aránya | Mandátumok száma | Parlamenti szerepe |
| --------- | ---------------- | ----------------- | ---------------- | ------------------ |
| 2015      | 6194             | 0,41%             | 0                | nem jutott be      |
| 2020      | 116480           | 6,99%             | 1                | ellenzék           |

| Választás | Szavazatok száma | Szavazatok aránya | Mandátumok száma |
| --------- | ---------------- | ----------------- | ---------------- |
| 2019      | 2622             | 0,24%             | 0                |

## Külső hivatkozások
- Hivatalos honlap